# Стейдиъм мк
„Стейдиъм мк“ (на английски: Stadium mk), по-рано „Стейдиъм:мк“ (Stadium:mk), с прозвище „Денби Стейдиъм“ , е футболен стадион в район Денби, град Милтън Кийнс, Англия. Често срещани имена са също „Стейдиъм:МК“, „Стейдиъм-МК“, стейдиъммк.
Стадионът се намира на ъгъла на улица А421 и А5, недалеч от гара Блечли. Пощенският код е MK1 1ST. В някои нови картографиращи системи се разпознава и по други начини – най-близкият вариант е MK1 1BS.

## Описание
Капацитетът на стадиона е 30 500 места, но може да бъде увеличен до 45 000 места. Според критериите на УЕФА, съоръжението е със статут на 4 звезди. Тревното покритие („Десо Грасмастър“) e използвано още в стадионите Уембли, Олимпийски стадион в Лондон, Олд Трафърд, Градски стадион в Манчестър, Амстердам Арена и др.
Комплексът включва и Арена:МК, закрита баскетболна зала, на която своите срещи провежда баскетболният клуб „Маршъл МК Лайънс“, в периода между 2008 и 2012 г.
Южната трибуна получава названието Каушед, което е свързано с известната за града каменна скулптура „Бетонните крави“ (творба на канадски скулптор от 80-те години на 20 век). Това е най-посещаваният сектор от феновете на „Доновете“.

## История
Проектиран от Populous (тогава още с името HOK SVE) и изграден от местната инженерна компания „Бъкингам Груп“ в средата на 2007 г. Настоящ дом на Милтън Кийнс Донс.
Стадионът официално е открит през 2007 г., на 29 ноември от кралица Елизабет II.
Първата среща обаче е изиграна по-рано същата година през 18 юли между отборите на МК Донс и сборен отбор на „Челси“, която завършва 4-3 за домакините. През същия месец се изиграва и среща между легенди на английския футбол и сборен отбор от легенди на светотвния футбол в памет на футболиста Алън Бол, починал по-рано през годината.
През ноември стадионът получава разрешение от ФИФА да приеме среща от европейските квалификации между отборите на Англия и България във възрастовата група до 21 години. Също така стадионът е домакин и на празненствата по случай 40-ия рожден ден на град Милтън Кийнс отново през 2007 г.
След като английската Футболна асоциация се кандидатира за домакин на световните първенства по футбол през 2018 и 2022, стадионът е избран за провеждането на срещи от турнира. За съжаление, през 2010, ФИФА обявява турнирите да бъдат проведени в Русия и Катар.